# Lalin
Lalin – wieś w Polsce położona w województwie podkarpackim, w powiecie sanockim, w gminie Sanok. Leży nad Stobnicą dopływem Wisłoka. Wieś liczy obecnie 300 mieszkańców oraz 78 domów. Przebiega przez nią droga wojewódzka nr 886 do Rzeszowa i Sanoka.
W latach 1975−1998 miejscowość administracyjnie należała do województwa krośnieńskiego.
Wieś w średniowieczu dzieliła się na dwie osady Lalin Ruski oraz Lalin Niemiecki. W roku 1443 zapisano in Lalina Ruthenicali, in Lalina Theutunicali, w 1502 i 1582 in Lalyn Nyemeyeczkyem ... in Lalyn Ruskye. Lalin Niemiecki przyległy do wsi Grabownica mógł powstać przed rokiem 1435, kiedy sołtysem wsi był Mathias Scultetus de Lalyna wymieniony w AGZ w tomie XI.
W połowie XIX wieku właścicielami posiadłości tabularnej w Lalinie byli spadkobiercy Giebułtowskiego oraz współwłaściciele. Na przełomie XIX/XX wieku właścicielem tabularnym dóbr Lalin I i II był Paweł Tyszkowski, który na początku XX wieku posiadał we wsi obszar 128,8 ha.
Od maja 1945 w Lalinie kwaterował antykomunistyczny oddział Zgrupowania Warta, której dowódcą był Dragan Sotirović.
W 1946, po przesiedleniu ukraińskich mieszkańców tej wsi na Ukrainę, wieś została na nowo zasiedlona polskimi repatriantami wysiedlonymi z Ukrainy. W tym samym roku wieś spalił oddział Ukraińskiej Armii Powstańczej. W obronie polskich repatriantów przed jej atakami walczył tu oddział samoobrony z Grabówki dowodzony przez Mieczysława Bielca oraz oddziały Dragana Sotirovica.
Obecnie we wsi działalność prowadzi jeden z popularniejszych ośrodków jeździeckich w regionie.
W Lalinie znajduje się zabytkowa cerkiew św. Jerzego, do której należeli pakosławscy Rusini.
Do lokalnych potraw należą pierogi razowe.